# Luca Castelnuovo
Luca Castelnuovo (* 29. Januar 1997 in Locarno) ist ein Schweizer Tennisspieler.

## Karriere
Castelnuovo spielte bis 2015 auf der ITF Junior Tour. Dort konnte er mit Rang 264 seine höchste Notierung in der Jugend-Rangliste erreichen.
Bei den Profis spielte Castelnuovo ab 2017 regelmäßiger auf der ITF Future Tour. Schon 2013 und 2014 konnte er im Doppel jeweils ein Finale erreichen. Den ersten Titel konnte er im Einzel 2018 gewinnen. Im Einzel blieb das auch sein einziger, er konnte danach nur noch einmal ein Finale erreichen sowie einzelne Matches auf der ATP Challenger Tour gewinnen. Sein Höchstwert in der Tennisweltrangliste im Einzel von Rang 543 datiert auf August 2019. Im Doppel war er erfolgreicher. Nach drei Titel 2018, gewann er von 2019 bis 2021 jeweils zwei Titel. Mitte 2021, bei seinem dritten Challenger-Turnier in Amersfoort konnte er an der Seite von Manuel Guinard seinen ersten Titel auf der Ebene gewinnen. In der Rangliste steht er mit Platz 257 aktuell auf seinem Karrierehoch.

## Erfolge
| Legende (Anzahl der Siege) |
| Grand Slam                 |
| ATP Finals                 |
| ATP Tour Masters 1000      |
| ATP Tour 500               |
| ATP Tour 250               |
| ATP Challenger Tour (3)    |

### Doppel

#### Turniersiege
| Nr. | Datum              | Turnier    | Belag     | Partner         | Finalgegner                    | Ergebnis         |
| --- | ------------------ | ---------- | --------- | --------------- | ------------------------------ | ---------------- |
| 1.  | 17. Juli 2021      | Amersfoort | Sand      | Manuel Guinard  | Sergio Galdós Gonçalo Oliveira | 0:6, 6:4, [11:9] |
| 2.  | 26. August 2023    | Zhuhai     | Hartplatz | Filip Peliwo    | Li Hanwen Li Zhe               | 7:5, 7:64        |
| 3.  | 16. September 2023 | Guangzhou  | Hartplatz | Antoine Bellier | Ray Ho Matthew Romios          | 6:3, 7:65        |